# 8831 Brändström
(8831) Brandstrom, denumire internațională (8831) Brändström, este un asteroid din centura principală de asteroizi.

## Descriere
8831 Brändström este un asteroid din centura principală de asteroizi. A fost descoperit pe 2 februarie 1989 la Tautenburg de Freimut Börngen. Asteroidul prezintă o orbită caracterizată de o semiaxă mare de 2,55 ua, o excentricitate de 0,12 și o înclinație de 3,1° în raport cu ecliptica.